# 足立区立第九中学校
足立区立第九中学校（あだちくりつ だいきゅうちゅうがっこう）は、東京都足立区梅田六丁目に所在する区立中学校。

## 概要
1947年開校。通称は「足立九中」、区内では「九中」。梅田地域（旧梅田町の地域）を通学区域としている。学区内にある小学校は足立区立梅島小学校、足立区立梅島第二小学校、足立区立亀田小学校。
近年では様々な部活動で全国大会に出場するなどの高い実績を挙げていることから、足立区立の小中学校に学校選択制が導入されてからは学区外から入学を希望する生徒が増加している。

## 沿革
- 1947年(昭和22年)4月1日 - 新学制により、足立区立第九中学校設立許可
- 同年5月3日 - 開校式を開催。
- 1948年(昭和23年)7月21 - 校地決定(足立区梅田555番地)
- 1958年(昭和33年)10月13日 - 校歌制定
- 同年10月21日 - 体育館落成
- 1959年(昭和34年)6月 - 第2グラウンド完成
- 1960年(昭和35年)3月 - 校舎10教室落成
- 1961年(昭和36年)12月12日 - 鉄筋校舎及び体育館増築落成
- 1963年(昭和38年)5月1日 - 第2次鉄筋校舎落成(8教室)
- 1964年(昭和39年)7月16日 - プール完成
- 1967年(昭和42年)4月1日 - 第3次鉄筋校舎落成(4教室)、木造4教室撤去
- 同年5月 - 給食室完成、完全給食はじまる
- 1969年(昭和44年)9月16日 - 梅島図書館、受け継ぐ
- 1973年(昭和48年)3月13日 - 体育館改築完成
- 1974年(昭和49年)3月 - 第4次鉄筋校舎落成(12教室)
- 1976年(昭和51年)4月 - 第5次鉄筋校舎落成(6教室)
- 1979年(昭和54年)9月1日 - 職員室2階に移転、アナライザー室設置
- 1983年(昭和58年)9月1日 - 校舎内外装工事完了
- 1984年(昭和59年)9月1日 - 校舎内間仕切り工事完了
- 1986年(昭和61年)3月20日 - 前庭造園工事完了、プール付帯設備改修工事完了
- 2009年(平成21年)6月15日 - リファイン工事始
- 2010年(平成22年)3月8日 - 体育館リファイン増築完了
- 同年8月13日 - 校舎リファイン工事完了
- 同年12月20日 - 校庭改修工事完了

## 部活動の実績
1999年以降。

### 野球部
- 2003年 - 南関東大会第3位。
- 2005年 - 関東大会準優勝、全国大会第三位
- 2009年 - 関東大会出場。

### 男子バスケットボール部
- 2004年 - 関東大会第3位、全国大会ベスト8。

### 男子バレーボール部
- 1999年 - 関東大会ベスト8、全国大会出場。
- 2002年 - 関東大会ベスト8、全国大会出場。
- 2003年 - 関東大会ベスト8、全国大会出場。
- 2011年 - 関東大会出場

### ソフトボール部
- 2008年 - 全国大会ベスト8。

### 吹奏楽部
- 2008年 - 日本管楽合奏コンテスト全国大会 優秀賞
- 2016年 - 日本ジュニア管打楽器コンクール全国本選考会 打楽器アンサンブルの部 銅賞(3位相当)
- 2017年 - 日本管楽合奏コンテスト全国大会 優秀賞・特別賞(フォトライフ賞)

## 交通
- 東武伊勢崎線：梅島駅より徒歩6分。
- 都営バス王49系統：エル・ソフィア前停留所より徒歩2分。
- 都営バス草41系統：足立梅田町停留所より徒歩5分。

## 出身者
- 山崎樹範（俳優、1989年卒業)
- 原田芳雄（俳優）
- 富士東和佳（大相撲力士）
- 小泉慶（プロサッカー選手）
- 牛久絢太郎（総合格闘家）
- 武居由樹（K1、ボクシング世界チャンピオン）